# Монете
Монете су били средњовековна српска породица из 15. века која је управљала одређеним областима у Зети и околини Скадра, између река Бојане и Дрима.

## Порекло
Ова српска православна породица која је дала неколико властелина, пореклом је са простора Зете. Међу првим њеним члановима, спомиње се извесни Рајко Монета, властелин у служби Балше III Балшића. Он је био ожењен Јеленом, ћерком Јелисанте и унуком Оливере Мрњавчевић Балшић, прве супруге Ђурђа I Балшића. Он је имао три синова, од којих је Никола Монета постао војвода скадарски, под управом Млетачке републике. У време османског освајања Скадра, он са женом и пет синова одлази у Венецију, где су живели у сиромаштву.

## Историја

### Зета и Српска деспотовина
Рајко Монета је први значајни представник ове породице, а служио је Балши III Балшићу. Контролисао је четири велика села и имао велике поседе. Балша је тада био у сукобу са Млетачком републиком. После шестомесечне опсаде тврђаве у Дривасту, Балша је сазнао да је посада остала без хране и воде, те је крајем августа 1419. године, успео да заузме тврђаву и порази Млетке. Заробљенике је разменио за своја претходно три заробљена властелина, од којих је један био управо Рајко Монета.
Након Балшине смрти, Рајко Монета је кратко служио деспоту Стефану Лазаревићу, а затим га је напустио 1423. године и окренуо се на страну Млечана, за време Другог скадарског рата, након што је то учинио велики број локалних властелина.

### Млетачка управа
Под Млечанима Рајко је добио проније и контролисао је четири сона поља у Грбљу, близу Котора. Млечани су му 1443. дали олакшице за насељавање Светих Врача, села које је 1417. године имало 13 кућа. Још у периоду непосредно пре 1371. године, Оливера Мрњавчевић је дала да се сагради православна црква Св. Марије de Lavendi, те су над њом право патроната имали чланови породице Монета, а тиме и Рајкови синови Јаков и Никола. Исто је важило и за неколико других православних црквава. Упркос свим одлукама сената, браћа Монета са мајком Јеленом нису могли на миру да уживају цркве и њихове поседе, па је у Млетке са доказима морао да оде Никола Монета, да би доказао да баштинска права над њима, као патрони, уживају управо они.
Рајко умире 1443. године, а његови синови учествују у Албанско-млетачком рату (1447—1448) као млетачки пронији у борбама против Ђурђа Скендербега.
Током 1456. и 1457. године избија мали сукоб између два огранка албанске породице Дукађини. Са једне стране, Лека и Паљ Дукађини су били подржани од стране Османлија, док је са друге стране био Драга Дукађини, и његов син Никола, који су били подржани од стране Млетачке републике и на чијој страни су се борили и Монете.
Убрзо након борби против Османлија за време њихове опсаде града Кроје (1466-1467), Никола Монета, као богати млетачки властелин, је постављен да буде управник града Скадра, са титулом војводе (voivoda). Њему и још двојици православаца су Млечани одобрили да буду прокуратори српских православних цркава на Скадарском језеру.
Већ 1474. године Османлије опседају Скадар, а затим то исто раде и 1478-1479. године. У то време, Јаков Монета је учествовао као млетачки официр, док је Никола био командант коњице. Тада Никола евакуише своју породицу у Венецију, а након османског освајања Скадра, и он сам тамо одлази. Његови потомци су у Венецији живот провели у беди и сиромаштву.